# Fernando De Marzi
Fernando De Marzi (Monterubbiano, 11 luglio 1916 – 4 ottobre 1993) è stato un politico e sindacalista italiano.

## Biografia
Esponente della Democrazia Cristiana, ricoprì la carica di deputato per tre legislature, venendo eletto alle politiche del 1953 (36.159 preferenze), alle politiche del 1958 (31.263 preferenze) e alle politiche del 1963 (51.234 preferenze).
In occasione delle politiche del 1968 approdò al Senato, presentandosi nel collegio di Este; fu confermato alle politiche del 1972.
Fu successivamente nominato sottosegretario di Stato: nel governo Rumor III (dal marzo all'agosto 1970) fu sottosegretario presso il ministero dell'industria, del commercio e dell'artigianato; nei governi Colombo (1970-72) e Andreotti I (dal febbraio al giugno 1972) presso il ministero del lavoro e della previdenza sociale.
Terminò il mandato parlamentare nel 1976.